# 罗恕人
罗恕人（约1905年—1969年9月25日）湖南益阳人。中华民国军事将领，胡宗南的嫡系。

## 生平
罗恕人曾经任胡宗南的随从副官。后来进入中央陆军军官学校高教班第一期、陆军大学特别班第一期学习。1940午1月9日，任少将。1942年，在甘肃省酒泉任西北青年训练班主任。后来，罗恕人任河西警备司令部参谋长。1946年6月，出任整编第一七九旅旅长兼迪化（今乌鲁木齐市）城防司令。
1949年初，新疆军事负责人为陶峙岳，政治负责人为包尔汉，两人对新疆和平解放并不十分反对。但陶峙岳不掌握军队实权，新疆的军队一部属马步芳（整编骑一师），大部属胡宗南（整编78师、整编42师）。整编骑一师师长马呈祥，整编78师师长叶成，整编78师所属179旅旅长罗恕人等人，对新疆和平解放的立场多次动摇。1949年2月，李宗仁命陶峙岳除留一个旅在新疆驻防外，其他部队悉数调进关内参加第二次国共内战。陶峙岳反对进关，而马呈祥、罗恕人主张进关，叶成态度不明。南京随后来电要陶峙岳亲赴南京。经与刘孟纯等人商议，陶峙岳乃拖延不去南京，也不将军队调进关内。
就调入关内的问题，新疆军队内部形成“主战派”和“主和派”。因陶峙岳一再拖延，至1949年八、九月间，中国人民解放军攻占兰州、西宁后，“主战派”的马呈祥、罗恕人、叶成对陶峙岳起了疑心，认为陶峙岳受刘孟纯、屈武、刘泽荣三人“包围”和“挑唆”，决定将刘孟纯、屈武、刘泽荣扣押并干掉。9月19日夜，马呈祥、罗恕人、叶成决定除掉刘孟纯等人。在行动前，他们征求警备司令陶峙岳的意见。经过陶峙岳劝说，马呈祥、罗恕人、叶成打消了扣押刘孟纯等人的想法。
1949年9月20日，中国人民解放军占领甘肃酒泉，并继续西进，在新疆的国民党特务及主战军官马呈祥、罗恕人、叶成等人表示愿将部队交出，自己逃往印度。1949年9月，罗恕人弃军出走。经印度加尔各答赴台湾。此后曾经任澎湖防卫司令部中将副司令。1958年时，担任第二军副司令。
1969年9月25日，罗恕人逝世。